# Puiseaux
Puiseaux là một xã trong tỉnh Loiret, thuộc vùng hành chính Centre-Val de Loire của nước Pháp, có dân số là 3045 người (thời điểm 1999).

## Các thành phố kết nghĩa
- Nieder-Roden, Đức